# JWH-051
JWH-051 – organiczny związek chemiczny z grupy kannabinoidów, agonista receptora kannabinoidowego o działaniu analgetycznym. Budową chemiczną bardzo przypomina silnego agonistę kannabinoidowego HU-210, jedyna różnica polega na usunięcie grupy hydroksylowej z pozycji 1. pierścienia aromatycznego. Odkrycie i nazwa wiążą się z osobą Johna W. Huffmana.
JWH-051 cechuje się dużym powinowactwem do receptora kannabinoidowego 1 (CB1), jednakże jest znacznie silniejszym agonistą dla 2. typu tego receptora (CB2). Stała dysocjacji wynosi 14 nM dla CB2 i 19 nM w przypadku CB1. Stanowi jeden z pierwszych selektywnych dla receptora CB2 ligandów, choć jego selektywność dla CB2 jest umiarkowana w porównaniu z nowszymi cząsteczkami, jak HU-308.
Wywiera efekt podobny, jak w przypadku innych agonistów receptorów kannabinoidowych. Chodzi tu o sedację, analgezję. Występuje też względnie silny efekt przeciwzapalny z powodu silnej aktywności w stosunku do CB2.